# Aderarea Serbiei la Uniunea Europeană
Aderarea Serbiei la Uniunea Europeană este procesul prin care Republica Serbia încearcă să obțină primirea în Uniunea Europeană ca stat membru, și este pe ordinea de zi pentru viitoarea extindere a UE⁠(d).
La 7 noiembrie 2007, Serbia a inițiat un Acord de Stabilizare și Asociere⁠(d) (ASA) cu Uniunea Europeană. Acesta a fost un important reper al negocierilor de aderare ale Serbiei și a fost efectuat în urma avizului procurorului-șef pentru crime de război Carla Del Ponte, care a informat UE că această țară se conformează tribunalului, dar a stipulat că Ratko Mladić trebuie să se afle la Haga înainte de orice semnare oficială. Mladić a fost ulterior arestat la 26 mai 2011 și extrădat Tribunalului Penal Internațional pentru fosta Iugoslavie pentru a fi judecat. La 20 iulie 2011, Goran Hadžić a devenit ultimul fugar arestat. După unele întârzieri pe plan politic, UE a dezghețat acordul comercial cu Serbia și țările din Schengen au renunțat la a impune viză cetățenilor sârbi la 19 decembrie 2009.
Serbia a cerut oficial aderarea la Uniunea Europeană la 22 decembrie 2009, iar Comisia Europeană a recomandat acordarea statutului de candidat oficial⁠(d) la 12 octombrie 2011.  După recomandarea Consiliului de la 28 februarie 2012, Serbia a primit statut de candidat⁠(d) la 1 martie. La 28 iunie 2013, Consiliul European a aprobat concluziile și recomandările Consiliului de Miniștri de a începe negocieri de aderare cu Serbia. În decembrie 2013, Consiliul Uniunii Europene a aprobat deschiderea negocierilor de aderare a Serbiei în ianuarie 2014, și prima Conferință Interguvernamentală a avut loc la 21 ianuarie în cadrul Consiliului European de la Bruxelles.

## Poziția guvernului sârb

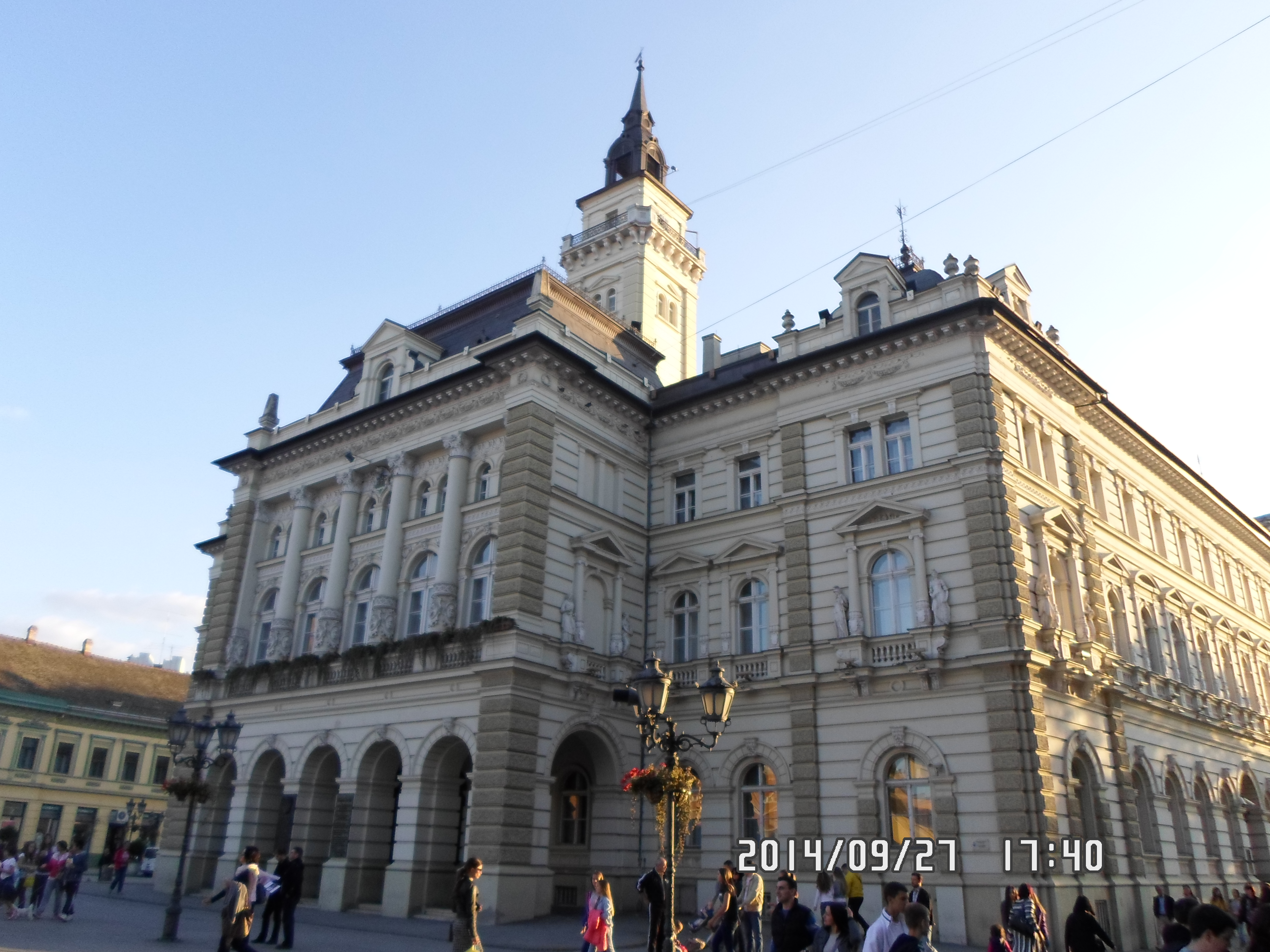
Primăria Novi Sad, clădirea în care au loc negocierile între UE și guvernul sârb

Guvernul și-a stabilit inițial obiectivul de a adera la UE până în 2014, conform planului Papandreou - Agenda 2014.  Când și-a ținut cuvântarea în fața Parlamentului Serbiei în aprilie 2014, prim-ministrul desemnat Aleksandar Vučić a afirmat că negocierile cu Uniunea Europeană continuă cu speranța că până la sfârșitul mandatului Guvernului său aveau să fie terminate. El a afirmat și că acest proces va fi prioritar și că „dacă muncim mult, cred că Serbia poate deveni membru deplin al Uniunii Europene până la sfârșitul deceniului”. În timpul vizitei înaltului reprezentant pentru afaceri externe și politică de securitate al UE, Catherine Ashton, la Belgrad, el a evaluat că Serbia are șanse să devină membru al UE până în 2025 și a reiterat că acela este obiectivul țării pentru reforme interne care trebuie definitivate până în 2023.
Guvernul sârb a declarat că statutul regiunii Kosovo nu ar trebui să fie legat de negocierile de aderare la UE. În septembrie 2012, comisarul UE pentru extindere, Štefan Füle, a negat că Uniunea Europeană va insista asupra recunoașterii Republicii Kosovo de către Serbia înainte de aderarea acesteia din urmă la organizație.

## Disputa din guvern din 2008
Viceprim-ministrul Božidar Đelić⁠(d) a semnat Acordul de Stabilizare și Asociere la 29 aprilie 2008. Vojislav Koštunica, prim-ministru al Serbiei la acea dată, s-a angajat la 2 mai 2008 să anuleze acordul după alegeri, numindu-l „un truc”, „acordul lui Solana” și „semnătura Tadić-Đelić⁠(d)”. După alegerile legislative din 2008⁠(d), s-au format o nouă majoritate parlamentară și un guvern fără adversari ai ASA. Noul premier, Mirko Cvetković, a anunțat transmiterea ASA pentru ratificare Parlamentului și în ianuarie 2009 guvernul sârb s-a angajat să implementeze obligațiile ce derivă din acord.
Potrivit unui studiu realizat de Centrul pentru Alegeri Libere și Democrație, în noiembrie 2009, susținerea pentru aderare în rândul sârbilor era de 71 la sută. Cu toate acestea, acest sprijin a mai scăzut ulterior, ajungând la aproximativ 60% la sfârșitul anului 2010 și 58% în decembrie 2014.

## Poziția Uniunii Europene
Un prim obstacol pentru aderarea Serbiei la UE a fost cooperarea cu Tribunalul Penal Internațional pentru Fosta Iugoslavie (TPII), acesta fiind însă depășit după ce toți inculpații, dintre care ultimii au fost Ratko Mladić și Goran Hadžić, au fost extrădați către TPI. Ratko Mladić a fost arestat pe 26 mai 2011 și Goran Hadžić pe 20 iulie 2011.
Țările de Jos au fost la început un adversar puternic al semnării și ratificării Acordului de Stabilizare și Asociere⁠(d) cu Serbia. Guvernul olandez a declarat că nu va ratifica ASA înainte ca Ratko Mladić să se afle în custodia TPI. Pe 15 septembrie 2008, Țările de Jos au înghețat partea comercială a ASA cu Serbia. După rezolvarea problemei extrădărilor, Țările de Jos sprijină acum activ eforturile Serbiei pentru aderarea la UE, iar Acordul de Stabilizare și de Asociere între UE și Serbia a fost ratificat de această țară în anul 2012. Țările de Jos subliniază și importanța normalizării relațiilor dintre Belgrad și Priștina⁠(d) și realizarea reformelor vitale pentru aderarea la UE.
În timpul vizitei sale în Serbia, șeful politicii externe a UE, Catherine Ashton, a declarat că Serbia „poate fi exemplu pentru alte state din regiune” și că această țară „le poate arăta ce se poate face prin muncă grea și bună conducere”. De asemenea, ea a subliniat apoi că Serbia a fost întotdeauna o parte a Europei și că Serbia este un important partener politic al UE, fapt dovedit de rezultatele care au fost obținute în normalizarea relațiilor cu Priștina.
Serbia și UE au avut dezacorduri asupra implementării misiunii European Union Rule of Law Mission in Kosovo⁠(d) a UE în Kosovo. UE dorea să-și implementeze misiunea din Kosovo în conformitate cu propunerea lui Martti Ahtisaari pentru statutul regiunii Kosovo, dar Serbia dorea ca EULEX să fie mai întâi aprobat de Consiliul de Securitate al ONU în conformitate cu Rezoluția 1244 a CS al ONU. Mai întâi, secretarul ONU și guvernul sârb au convenit asupra unui plan în cinci puncte, după care CS al ONU a aprobat misiunea EULEX, care a funcționat sub mandatul UNMIK. La 19 mai 2011, în timpul unei vizite oficiale în Serbia, José Manuel Barroso, președintele Comisiei Europene, a declarat că recunoașterea independenței Republicii Kosovo nu este o precondiție pentru aderarea Serbiei la UE. Enver Hoxhaj⁠(d), ministrul kosovar de externe⁠(d), sugerase ca UE să aprobe simultan aderarea Republicii Kosovo și a Serbiei de teama că, dacă Serbia va fi admisă mai întâi, ea se va opune ulterior aderării Republicii Kosovo.
Semnarea Acordului de Stabilizare și de Asociere a întâmpinat opoziția guvernelor Țărilor de Jos și Belgiei, în timp ce Guvernul Spaniei a făcut lobby în numele Serbiei.
În ciuda faptului că a anunțat că nu va fi nicio extindere în timpul mandatului său, Jean Claude Juncker, președintele Comisiei Europene, a avut o abordare mai flexibilă ulterior, precizând că UE ar trebui să „mențină credibilă perspectiva extinderii pentru Balcanii de Vest”. În plus, planurile sale privind viitoarea extindere a UE se concentrează în principal pe Serbia și Muntenegru, precum ca două state care au făcut cele mai multe progrese importante în ceea ce privește procesul de aderare. Juncker a anunțat formarea „Strategiei pentru succesul aderării Serbiei și Muntenegrului la Uniunea Europeană” până la sfârșitul anului 2018, cu o perspectivă de aderare la UE în anul 2025 pentru ambele state.
Comisia Europeană a emis un proiect de Strategie pentru Extinderea UE la sfârșitul anului 2017. Acesta oferă linii directoare, printre altele, pentru aderarea Serbiei la UE. Potrivit Strategiei, Serbia este de așteptat să ajungă la un acord larg privind normalizarea relațiilor cu Kosovo până la sfârșitul anului 2019, și de a finaliza negocierile până la sfârșitul anului 2023, permițându-i să se alăture Uniunii până în 2025. În februarie 2018, cinci state UE încă nu recunosc Kosovo ca stat independent — Spania, România, Grecia, Cipru și Slovacia.

## Negocierile

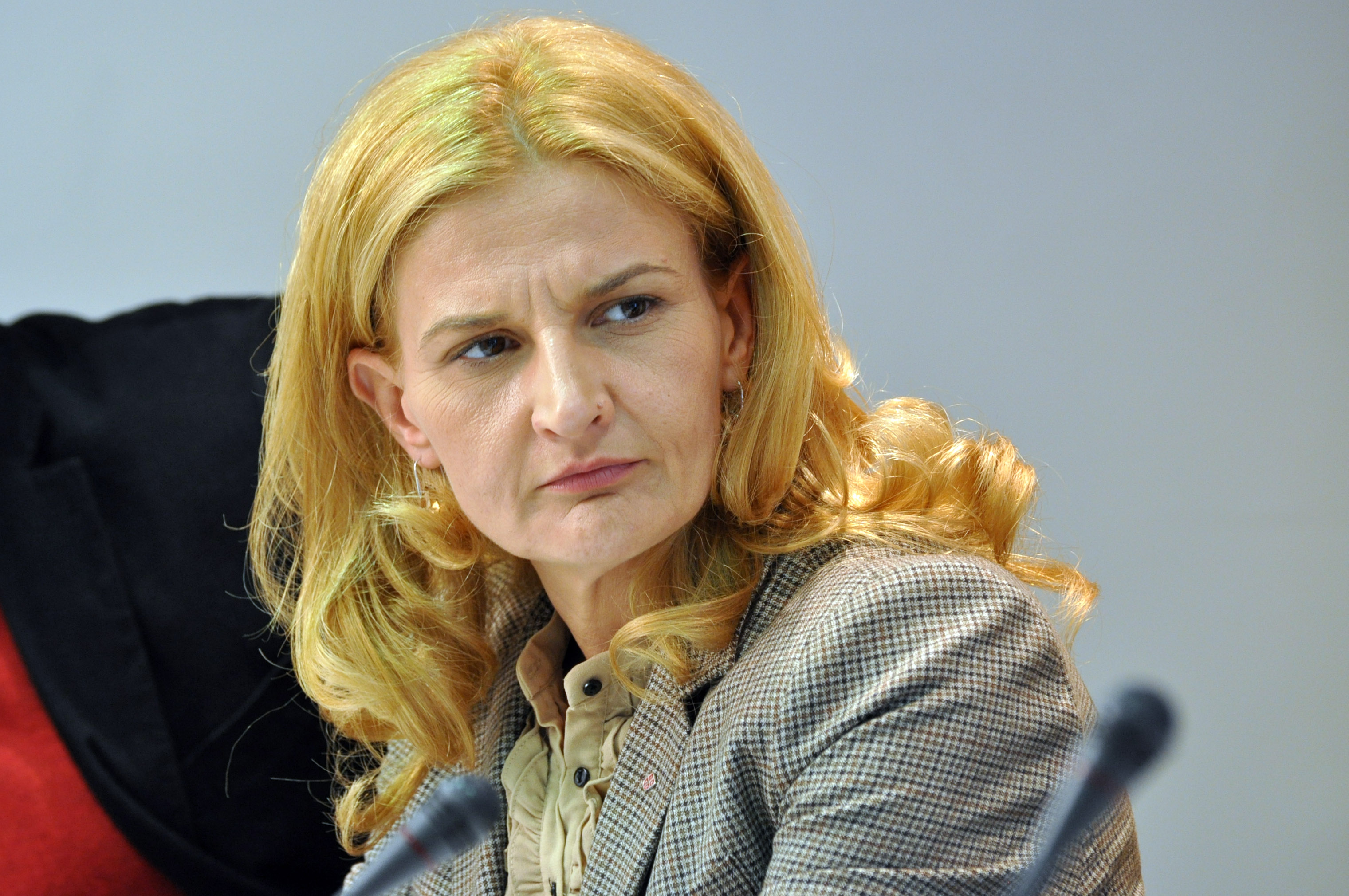
Tanja Miščević, negociator șef cu UE

Uniunea Europeană ia în considerare extinderea în Balcani încă de la sfârșitul anilor 1990. Negocierile au devenit serioase după ce Serbia a început procesul de reformă, după căderea regimului Miloșevici în anul 2000, pe atunci, ca parte a Republicii Federale Iugoslavia (împreună cu Muntenegru) când UE a declarat oficial că statele balcanice sunt potențiale candidate pentru calitatea de membru, poziție confirmată în 2003. Negocierile privind un Acord de Stabilizare și Asociere⁠(d) au început în noiembrie 2005.
La 3 mai 2006, Uniunea Europeană a suspendat discuțiile pe tema ASA cu Serbia din cauza incapacității acesteia de a-l aresta pe Ratko Mladić, afirmând că Serbia nu a reușit să-și îndeplinească angajamentul de a coopera pe deplin cu Tribunalul Penal Internațional pentru fosta Iugoslavie. Acest lucru a încetinit ritmul aderării Serbiei la UE și procesul de reformă în Serbia. În iulie 2006, guvernul a emis un plan de acțiune pentru arestarea lui Ratko Mladić în speranța de a îmbunătăți relațiile cu UE. În mai 2007, partidele sârbe au ajuns la un acord privind un nou guvern, și l-au pus pe președintele Boris Tadić șef al nou-înființatului Consiliu Național de Securitate. La câteva săptămâni de la înființarea Consiliului, oficialii sârbi au făcut două arestări-cheie de persoane acuzate de crime de război. Ca urmare, pe 13 iunie 2007, Uniunea Europeană a decis să redeschidă negocierile. Pe 21 iulie 2008, Radovan Karadžić a fost arestat. Pe 26 mai 2011, a fost arestat și Mladić.
La 8 noiembrie 2007, vicepremierul sârb Božidar Đelić⁠(d) și comisarul european pentru Extindere, Olli Rehn, au semnat la Bruxelles Acordul de Stabilizare și Asociere dintre Serbia și Uniunea Europeană. Olli Rehn a declarat că decizia UE de a semna Acordul de Stabilizare și Asociere cu Serbia a fost rezultatul îmbunătățirii cooperării cu TPI raportată de procurorul-șef al acestui Tribunal, Carla Del Ponte.
Rehn a subliniat că cooperarea deplină a Belgradului cu TPI rămâne o condiție pentru semnarea Acordului de Stabilizare și de Asociere, care a fost parafat la doi ani după lansarea primei runde de negocieri. Pe 16 ianuarie 2008, Țările de Jos și Belgia au confirmat că nu vor semna ASA (erau necesare semnăturile tuturor statelor membre ale UE) până când Serbia nu se conformează pe deplin TPI. Pe 14 ianuarie 2008 procurorul TPII Serge Brammertz⁠(d) a declarat că nu există nicio schimbare și că Serbia încă nu cooperează pe deplin.
În urma acestui acord, UE planifica să acorde Serbiei statutul de stat candidat încă din 2009, în funcție de cooperarea sa deplină cu tribunalul de la Haga.
Serbia a prezentat oficial cererea de aderare la UE la data de 22 decembrie 2009.
În noiembrie 2010, miniștrii de externe ai UE au convenit să înainteze Comisiei Europene cererea Serbiei de aderare. Comisia Europeană a trimis un chestionar legislativ de aproximativ 2.500 de întrebări, la care Serbia a răspuns pe 31 ianuarie 2011.
Comisia Europeană (CE) a recomandat acordarea statutului de candidat oficial⁠(d) la 12 octombrie 2011. La sfârșitul lui februarie 2012, s-a ajuns la un acord cu România pe tema drepturilor celor circa 30.000 de „vlahi” din Serbia, ceea ce a eliminat obiecțiile românilor cu privire la candidatură. La 28 februarie 2012, Consiliul Uniunii Europene a dat o recomandare pentru acordarea statutului de țară candidată, și Serbia a primit statut de candidat⁠(d) la 1 martie. În decembrie 2012, Consiliul a lansat procesul de aderare cu perspectiva de a deschide negocierile în iunie 2013, sub rezerva unor condiții politice privind cooperarea cu Kosovo. Štefan Füle, comisar european pentru extindere, a afirmat că un raport de progres despre deschiderea negocierilor va fi publicat de CE în primăvara lui 2013.
La 19 aprilie 2013, guvernele din Kosovo și Serbia au convenit asupra Acordului de la Bruxelles⁠(d), salutat ca pas major către normalizarea relațiilor, ceea ce a permis UE să inițieze discuții despre aderarea Serbiei. La 22 aprilie 2013, Comisia Europeană a recomandat începerea negocierilor cu Serbia.  La 28 iunie 2013, Consiliul European a aprobat concluziile și recomandările Consiliului de Miniștri pentru inițiarea negocierilor de aderare ale Serbiei și a anunțat că ele vor începe cel mai târziu în ianuarie 2014.  A doua zi, șeful delegației UE în Serbia, Vincent Degert, a afirmat că analiza acquis-ului a început.
În decembrie 2013, Consiliul Uniunii Europene a aprobat deschiderea negocierilor cu Serbia în ianuarie 2014, iar Consiliul European a susținut deschiderea negocierilor după câteva zile.  Prima Conferință Interguvernamentală a avut loc la 21 ianuarie la Consiliul European de la Bruxelles. Serbia a fost reprezentată de prim-ministrul Ivica Dačić și prim-viceprim-ministrul Aleksandar Vučić, în timp ce din partea UE au participat comisarul pentru extindere Štefan Füle și ministrul de externe al Greciei Evangelos Venizelos.
Serbia primește în prezent suma de 2,9 miliarde de euro ca ajutor pentru dezvoltare până în 2020 conform Instrumentului de Asistență pentru Preaderare⁠(d), un mecanism de finanțare pentru țările candidate la UE.

## Progresul negocierilor
| Capitolul din Acquis                                                                 | Evaluarea CE la început           | Evaluarea CE în 2015           | Evaluarea CE în 2016           | Evaluarea CE în 2017 | Începerea analizei | Finalizarea analizei | Deschiderea capitolului | Închiderea capitolului |
| ------------------------------------------------------------------------------------ | --------------------------------- | ------------------------------ | ------------------------------ | -------------------- | ------------------ | -------------------- | ----------------------- | ---------------------- |
| 1. Libera circulație a bunurilor                                                     | Necesită eforturi                 | Pregătire moderată             | Pregătire moderată             | –                    | 2014-06-17         | 2014-09-12           | –                       | –                      |
| 2. Libera circulație a forței de muncă                                               | Necesită eforturi                 | Pregătire moderată             | Pregătire moderată             | –                    | 2014-01-23         | 2014-03-25           | –                       | –                      |
| 3. Dreptul de înființare de societăți comerciale și libertatea de a furniza servicii | Necesită eforturi                 | Pregătire moderată             | Pregătire moderată             | –                    | 2014-01-30         | 2014-03-13           | –                       | –                      |
| 4. Libera circulație a capitalului                                                   | Necesită eforturi                 | Pregătire moderată             | Pregătire moderată             | –                    | 2014-10-13         | 2014-12-15           | –                       | –                      |
| 5. Achizițiile publice                                                               | Necesită eforturi                 | Pregătire moderată             | Pregătire moderată             | –                    | 2014-03-21         | 2014-05-13           | 2016-12-13              | –                      |
| 6. Regimul companiilor                                                               | Nu există dificultăți majore      | Nivel bun de pregătire         | Nivel bun de pregătire         | –                    | 2014-12-11         | 2015-02-05           | 2017-12-11              | –                      |
| 7. Regimul proprietății intelectuale                                                 | Necesită eforturi                 | Nivel bun de pregătire         | Nivel bun de pregătire         | –                    | 2014-09-24         | 2014-11-13           | 2017-06-20              | –                      |
| 8. Politica de concurență                                                            | Necesită eforturi                 | Pregătire moderată             | Pregătire moderată             | –                    | 2014-03-31         | 2014-11-05           | –                       | –                      |
| 9. Servicii financiare                                                               | Necesită eforturi                 | Pregătire moderată             | Pregătire moderată             | –                    | 2015-01-21         | 2015-03-17           | –                       | –                      |
| 10. Societatea informațională și media                                               | Necesită eforturi                 | Pregătire moderată             | Pregătire moderată             | –                    | 2014-05-22         | 2014-07-02           | –                       | –                      |
| 11. Agricultură și dezvoltare rurală                                                 | Necesită eforturi considerabile   | Stagiu incipient               | Un oarecare nivel de pregătire | –                    | 2014-03-18         | 2014-09-16           | –                       | –                      |
| 12. Siguranța alimentară, politica veterinară și fitosanitară                        | Necesită eforturi                 | Pregătire moderată             | Pregătire moderată             | –                    | 2014-02-03         | 2014-10-24           | –                       | –                      |
| 13. Fisheries                                                                        | Nu există dificultăți majore      | Pregătire moderată             | Pregătire moderată             | –                    | 2014-09-30         | 2014-11-14           | –                       | –                      |
| 14. Politica de transporturi                                                         | Necesită eforturi                 | Pregătire moderată             | Nivel bun de pregătire         | –                    | 2014-12-16         | 2015-02-27           | –                       | –                      |
| 15. Energie                                                                          | Necesită eforturi                 | Pregătire moderată             | Pregătire moderată             | –                    | 2014-04-29         | 2014-06-12           | –                       | –                      |
| 16. Impozitare                                                                       | Nu există dificultăți majore      | Pregătire moderată             | Pregătire moderată             | –                    | 2014-10-14         | 2015-03-06           | –                       | –                      |
| 17. Politică economică și monetară                                                   | Nu există dificultăți majore      | Pregătire moderată             | Pregătire moderată             | –                    | 2014-12-02         | 2015-03-12           | –                       | –                      |
| 18. Statistică                                                                       | Nu există dificultăți majore      | Pregătire moderată             | Pregătire moderată             | –                    | 2014-05-20         | 2014-11-26           | –                       | –                      |
| 19. Politică socială și de muncă                                                     | Necesită eforturi                 | Pregătire moderată             | Pregătire moderată             | –                    | 2014-02-10         | 2014-06-26           | –                       | –                      |
| 20. Politica industrială și a întreprinderilor                                       | Nu există dificultăți majore      | Pregătire moderată             | Pregătire moderată             | –                    | 2014-04-03         | 2014-07-02           | 2017-02-27              | –                      |
| 21. Rețelele transeuropene                                                           | Necesită eforturi                 | Pregătire moderată             | Pregătire moderată             | –                    | 2014-04-29         | 2015-02-27           | –                       | –                      |
| 22. Politica regională și coordonarea instrumentelor structurale                     | Necesită eforturi                 | Pregătire moderată             | Pregătire moderată             | –                    | 2014-10-01         | 2015-01-29           | –                       | –                      |
| 23. Sistemul judiciar și drepturile fundamentale                                     | Necesită eforturi considerabile   | Un oarecare nivel de pregătire | Un oarecare nivel de pregătire | –                    | 2013-09-25         | 2013-12-10           | 2016-07-18              | –                      |
| 24. Justiție, libertate și securitate                                                | Necesită eforturi considerabile   | Un oarecare nivel de pregătire | Un oarecare nivel de pregătire | –                    | 2013-10-02         | 2013-12-13           | 2016-07-18              | –                      |
| 25. Știință și cercetare                                                             | Nu există dificultăți majore      | Nivel bun de pregătire         | Nivel bun de pregătire         | –                    | 2014-10-06         | 2014-12-01           | 2016-12-13              | 2016-12-13             |
| 26. Educație și cultură                                                              | Nu există dificultăți majore      | Nivel bun de pregătire         | Nivel bun de pregătire         | –                    | 2014-02-20         | 2014-04-04           | 2017-02-27              | 2017-02-27             |
| 27. Mediu                                                                            | Complet incompatibil cu acquis-ul | Stagiu incipient               | Un oarecare nivel de pregătire | –                    | 2014-09-15         | 2014-11-21           | –                       | –                      |
| 28. Consumatorul și protecția sănătății                                              | Necesită eforturi                 | Pregătire moderată             | Pregătire moderată             | –                    | 2014-12-04         | 2015-02-04           | –                       | –                      |
| 29. Uniunea vamală                                                                   | Nu există dificultăți majore      | Pregătire moderată             | Nivel bun de pregătire         | –                    | 2014-03-26         | 2014-06-04           | 2017-06-20              | –                      |
| 30. Relații externe                                                                  | Nu există dificultăți majore      | Pregătire moderată             | Pregătire moderată             | –                    | 2014-07-02         | 2014-10-09           | 2017-12-11              | –                      |
| 31. Politica externă, de securitate și apărare                                       | Nu există dificultăți majore      | Pregătire moderată             | Pregătire moderată             | –                    | 2014-07-15         | 2014-10-10           | –                       | –                      |
| 32. Control financiar                                                                | Necesită eforturi considerabile   | Pregătire moderată             | Pregătire moderată             | –                    | 2013-10-17         | 2013-11-26           | 2015-12-14              | –                      |
| 33. Legislație financiară și bugetară                                                | Nu există dificultăți majore      | Stagiu incipient               | Stagiu incipient               | –                    | 2015-01-27         | 2015-03-24           | –                       | –                      |
| 34. Instituții                                                                       | Nimic de adoptat                  | Nimic de adoptat               | Nimic de adoptat               | –                    | –                  | –                    | –                       | –                      |
| 35. Alte aspecte: relațiile cu Kosovo*                                               | Necesită eforturi                 | Pregătire moderată             | Progres limitat                | –                    | 2014-01-22         | 2015-03-25           | 2015-12-14              | –                      |
| Progres                                                                              |                                   |                                |                                |                      | 34 din 34          | 34 din 34            | 12 din 34               | 2 din 34               |

| capitol închis capitol din afara acquis-ului - nimic de adoptat deja se aplică în general acquis-ului | bine pregătit / bine avansat nivel bun de pregătire nu există dificultăți majore | pregătire moderată necesită mai multe eforturi oarecare nivel de pregătire | necesită eforturi considerabile stagiu incipient / foarte greu de adoptat total incompatibil |

## Acordul de Stabilizare și Asociere

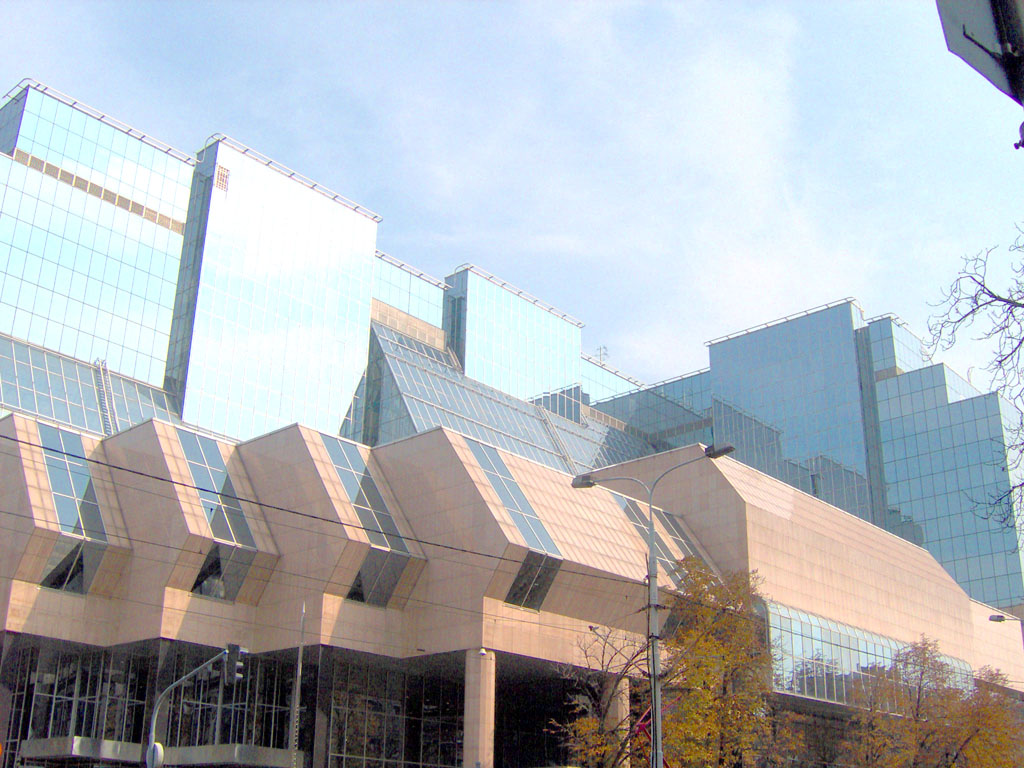
Banca centrală a Serbiei a implementat un mecanism pentru a ajunge la aceeași politică monetară ca și restul țărilor din UE.

Guvernul provizoriu din Kosovo și-a declarat unilateral independența față de Serbia la 17 februarie 2008. Ca urmare, majoritatea țărilor UE au recunoscut Kosovo ca țară independentă. Aceste evenimente au influențat puternic peisajul politic sârb. Tema centrală pe care partenerii de coaliție au deviat a fost aderarea Serbiei la UE.
Pe 7 noiembrie 2007, Serbia a semnat un Acord de Stabilizare și Asociere⁠(d) (SAA) cu Uniunea Europeană, convenind asupra versiunii finale a textului la care urma să se mai facă doar modificări minore. Aceasta a fost etapa care a precedat semnarea oficială care era de așteptat să aibă loc în 2008 și a fost o piatră de hotar în negocierile de aderare a Serbiei. Pasul a fost executat doar în urma avizului procurorului-șef pentru crime de război Carla Del Ponte, care a informat Uniunea Europeană că țara se conformează în mod adecvat tribunalului, dar că Ratko Mladić trebuie să fie în Haga înainte ca semnarea oficială să poată avea loc. Mladić a fost ulterior arestat la 26 mai 2011, și a fost extrădat către Tribunalul Penal Internațional pentru fosta Iugoslavie spre a fi judecat. Pe 20 iulie, Goran Hadžić a devenit ultimul fugar care a fost arestat.
În același timp însă, președintele Boris Tadić a spus că Convenția de la Viena⁠(d) îi permite să semneze acordul și că el va semna dacă acesta îi va fi oferit. Božidar Đelić⁠(d), viceprim-ministru, fusese anterior autorizat de Guvern să semneze acordul și a declarat că încă este dispus să o facă, și l-a semnat pe 29 aprilie 2008. La ceremonia de la Luxemburg au fost prezenți președintele Boris Tadić și ministrul de externe Vuk Jeremić⁠(d).
Pe 1 mai Koštunica i-a dat dreptate ministrului rus de externe, Serghei Lavrov, care a spus că ASA trebuia semnat, dar o zi mai târziu, pe 2 mai 2008, el a promis să anuleze acordul după alegeri, numindu-l „un truc”, „acordul lui Solana” și „semnătura ASA Tadić-Đelić⁠(d)”.
După alegerile legislative sârbe din 2008⁠(d), s-au format însă o nouă majoritate parlamentară și un nou guvern, iar opoziția față de ASA a rămas fără putere politică. Noul premier sârb, Mirko Cvetković, a anunțat că „una dintre primele acțiuni ale noului guvern va fi să-și prezinte Acordul de Stabilizare și Asociere cu Uniunea Europeană, spre ratificare Parlamentului” și pe 9 septembrie 2008, Parlamentul Republicii Serbia a ratificat Acordul de Stabilizare și de Asociere (ASA) cu UE. Comisia Europeană (CE) a salutat ratificarea.
Pe 15 septembrie 2008, Țările de Jos au înghețat partea comercială a acordului de preaderare (ASA) cu Serbia. Guvernul olandez a refuzat să ratifice acordul până când Ratko Mladić nu avea să fie capturat. El a fost capturat în Serbia pe 26 mai 2011, eliminând principalul obstacol pentru a obține statutul de candidat.
Pe 16 octombrie 2008, guvernul sârb a decis în mod unilateral să înceapă implementarea Acordului Comercial Interimar cu UE începând cu 1 ianuarie 2009.
După pași înapoi în domeniul politic, pe 7 decembrie 2009, UE a dezghețat acordul comercial cu Serbia și țările Schengen au renunțat la obligativitatea vizelor pentru cetățenii sârbi pe 19 decembrie 2009.
Până în august 2012, toate statele membre ale UE, cu excepția Lituaniei, ratificaseră ASA cu Serbia. Danas⁠(d) relata că întârzierea era cauzată în parte de la alegerea⁠(d) lui Vuk Jeremić⁠(d), fostul ministru al afacerilor externe⁠(d) din Serbia, ca președinte al Adunării Generale a Națiunilor Unite⁠(d), în iunie 2012, în locul lituanianului Dalius Čekuolis⁠(d), reprezentantul permanent al Organizației Națiunilor Unite. Anularea unei afaceri a unei companii lituaniene în privatizarea fabricii de bere Beogradska Industrija Piva a fost sugerată ca un impediment major pentru ratificarea acordului.

## Procesul de liberalizare a vizelor
La 1 ianuarie 2008, acordurile de facilitare a vizelor și readmisie între Serbia și UE au intrat în vigoare.
Serbia a primit de la UE o foaie de drum pentru liberalizarea regimului de vize pe 7 mai 2008 și a fost adăugată pe lista țărilor ai căror cetățeni sunt scutiți de viză de la 19 decembrie 2009, permițându-le acestora liberul acces în spațiul Schengen, Bulgaria, Cipru și România fără viză atunci când călătoresc în baza pașapoartelor biometrice.

## Opinia publică
Rezultatele unor sondaje de opinie variază semnificativ în funcție de întrebarea pusă. Un sondaj din august 2017 a consemnat că 51,2% erau în favoarea aderării la UE, cu 36,3% împotrivă și 12,5% indeciși. Cu toate acestea, același sondaj a întrebat și: „dacă recunoașterea independenței Kosovo ar fi o condiție de aderare la UE, credeți că această condiție ar trebui să fie acceptată?”, la care 12,1% au răspuns da, 70,6% nu și 17,3% au fost indeciși.